# 이영진 (법조인)
이영진(李榮眞, 1961년~)은 대한민국의 관료, 법조인이며, 대한민국의 헌법재판소 재판관이다.
충청남도 홍성군 출신이다. 성균관대학교 법대를 졸업한 후 1990년 제32회 사법시험에 수석으로 합격했다. 청주지법 판사를 시작으로 법원행정처 사법정책담당관과 전주지법·수원지법 부장판사 등을 지냈다. 2009년 법원을 떠나 2년간 국회 법제사법위원회 전문위원으로 활동했다. 2011년 판사로 재임용된 뒤에는 사법연수원 교수와 서울중앙지법 부장판사, 부산고등법원 부장판사, 서울고등법원 부장판사 등을 지냈다. 강일원 재판관의 뒤를 이어, 2018년 10월 18일 바른미래당의 추천으로 문재인 대통령에 의해 헌법재판소 재판관이 되었다.

## 학력
- 연도미상: 남강고등학교 졸업
- 1984년: 성균관대학교 법학 학사

## 경력
- 1990년 제32회 사법시험 수석 합격
- 1993년 청주지방법원 판사
- 1996년 청주지방법원 제천지원 판사
- 1997년 수원지방법원 판사
- 2000년 서울지방법원 판사
- 2002년 서울지방법원 동부지원 판사
- 2002년 교육파견(동경대학)
- 2004년 서울고등법원 판사
- 2005년 법원행정처 사법정책실 사법정책담당관실 판사/담당관
- 2006년 법원행정처 사법정책실 판사
- 2008년 전주지방법원 부장판사
- 2009년 수원지방법원 부장판사
- 2009년 국회 법제사법위원회 전문위원
- 2011년 사법연수원 교수
- 2012년 서울중앙지방법원 부장판사
- 2015년 부산고등법원 창원재판부 부장판사
- 2017년 서울고등법원 부장판사
- 2018년 헌법재판소 재판관
- 2024년 11월 ~ 성균관대학교 법학전문대학원 석좌교수